# Кориналдо
Корина̀лдо (на италиански: Corinaldo) е градче и община в Централна Италия, провинция Анкона, регион Марке. Разположено е на 203 m надморска височина. Населението на общината е 5125 души (към 2010 г.).